# 范·埃克窃听
范·埃克窃听（英語：Van Eck phreaking）是指通过侦测电子设备发出的电磁辐射进行电子窃听的方法，属于旁路攻击（Side-channel attack）的一种。众所周知，电子设备工作时都会发出电磁辐射。如果窃听者使用特殊的仪器接收它们，并据此推测出电子设备正在处理的相应信息内容，就能达到窃听的目的。如果使用合适的设备，这个方法可以窃听键盘、显示器（CRT或LCD）、打印机等各种电子设备，从而泄漏机密。
该技术最早由荷兰计算机研究员维姆·范·埃克（Wim van Eck）在1985年发表的一篇论文中提出，并给出了相应的概念验证（Proof-of-Concept），故此得名。而phreaking指的是利用漏洞入侵电话系统，在这里使用是因为它的意思跟窃听有关。
为了防止国家机密泄漏，美国国家安全局和北约组织制定了TEMPEST安全标准，要求对涉密设备进行电磁屏蔽，并严格限制泄漏电磁辐射的强度。范·埃克窃听有可能会威胁使用到电子投票系统的选举的安全性。这导致荷兰政府禁止在2006年的国家选举中使用SDU制造的NewVote电子投票机器，因为他们认为投票的信息可能被人窃听。